# Bring It On: In It to Win It
Bring It On: In It to Win It is een Amerikaanse film uit 2007 onder regie van Steve Rash. De film is het vierde deel uit de Bring It On reeks en had Bring It On, Bring It on Again en Bring It On: All or Nothing als voorlopers. 
De film werd in de Verenigde Staten rechtstreeks op dvd uitgebracht.

## Verhaal
Carson, de aanvoerder van de cheerleaders van de West Coast Sharks, wordt verliefd op een jongen die bij de East Coast Jets cheert. De aanvoerder van de tegenpartij, Brooke besluit haar te confronteren. Dit loopt echter uit de hand, waarna allebei de teams gediskwalificeerd worden voor een belangrijke wedstrijd. Ze zullen nu moeten samenwerken om toch nog een plaats bij de kampioenschappen te hebben.

## Rolverdeling
- Ashley Benson - Carson
- Michael Copon - Penn
- Cassandra Scerbo - Brooke (als Cassie Scerbo)
- Jennifer Tisdale - Chelsea
- Anniese Taylor Dendy - Aeysha
- Kierstin Koppel - Sarah
- Noel Areizaga - Ruben
- Adam Vernier - Vance Voorhees
- Lisa Glaze - Pepper Driscoll
- Tanisha Harris - Chicago